# Othnielmarshia
Othnielmarshia — вимерлий рід плацентарних ссавців з палеоцену та еоцену Південної Америки, що належить до родини Henricosborniidae у ряді Notoungulata. Його назвали на честь відомого палеонтолога Отніеля Чарльза Марша.

## Опис
Цей рід в основному відомий завдяки молярам. Верхні моляри, як правило, мали дуже мізерний гачок, у багатьох випадках зовсім відсутній. Лише перший і другий верхні моляри стабільно мали гіпоконус. На відміну від Henricosbornia, Othnielmarshia мала гострий губний пояс. Третій моляр не мав метастиля або розвинений слабо. Для нижніх молярів гіпоконулід важче диференціювати, а ентоконід більш конічний і ближчий до гіпоконуліду, ніж у Henricosbornia.